# Uganda (geslacht)
Uganda is een geslacht van rechtvleugeligen uit de familie veldsprinkhanen (Acrididae). De wetenschappelijke naam van dit geslacht is voor het eerst geldig gepubliceerd in 1909 door Bolívar.

## Soorten
Het geslacht Uganda omvat de volgende soorten:
- Uganda acutipennis Bolívar, 1914
- Uganda darlingtonae Ritchie, 1992
- Uganda kilimandjarica Sjöstedt, 1910